# Drassodes parvidens
Drassodes parvidens är en spindelart som beskrevs av Lodovico di Caporiacco 1934. Drassodes parvidens ingår i släktet Drassodes och familjen plattbuksspindlar. Inga underarter finns listade i Catalogue of Life.